# Fuad Hussein
Fuad Mohammed Hussein (in curdo فوئاد حوسێن, Fûad Huseyîn‎; Khanaqin, 1º luglio 1949) è un politico iracheno, ministro degli affari esteri dell'Iraq dal 6 giugno 2020.

## Biografia e carriera politica
Fuad Hussein è nato a Khanaqin, nel Governatorato iracheno di Diyala, nel 1949. È curdo, musulmano sciita e sposato con una moglie olandese di religione cristiana.
Si trasferì nella capitale nel 1967, laureandosi all'Università di Baghdad nel 1971. Nello stesso periodo entrò a far parte dell'Unione degli studenti curdi e poi nel Partito Democratico del Kurdistan. Nel 1975, in seguito alla sconfitta curda nella seconda guerra curdo-irachena, Hussein si trasferì nei Paesi Bassi, dove iniziò un dottorato in relazioni internazionali. Dal 1976 guidò l'Unione degli studenti curdi all'estero e nel 1987 divenne vice-direttore dell'Istituto curdo di Parigi. In Olanda ha sposato una cristiana protestante olandese, discendente della famiglia italiana dei Montessori. Dopo la rimozione di Saddam Hussein, lavorò come consigliere del Ministero dell'Educazione occupandosi di riforma del programma istruttivo.
Nel settembre 2018, il Partito Democratico del Kurdistan lo propose come Presidente dell'Iraq. Secondo la tradizione confessionalista irachena, la presidenza sarebbe difatti spettata a un curdo, essendo risultato il PDK il principale partito politico curdo alle elezioni generali del maggio 2018. Anche l'Unione Patriottica del Kurdistan nominò però un proprio candidato, Barham Salih, e pertanto i due partiti non riuscirono a trovare un accordo. La decisione venne dunque deferita a uno scrutinio segreto dei deputati neoeletti nel Consiglio dei rappresentanti, ove Salih vinse con 219 voti a favore e 22 contro. Meno di un mese dopo, Hussein fu nominato come candidato del PDK al Ministero delle Finanze, venendo confermato dal parlamento il 24 ottobre 2018. Dal 6 giugno 2020 ricopre l'incarico di ministro degli esteri.
Parla correntemente il curdo, l'arabo, l'olandese e l'inglese.